# 章檗
章檗（1502年—1570年），字贞叔，号三洲，浙江寧波府鄞縣人，民籍，明朝政治人物。

## 生平
嘉靖十三年（1534年）甲午科浙江鄉試第五十六名，嘉靖十四年（1535年）登第三甲第一百五十七名進士。观工部政，授中书舍人。嘉靖十八年（1539年），试山西道监察御史。嘉靖十九年（1540年）实授。嘉靖二十二年（1543年）因忤时贵，对品外任兴化府推官。嘉靖二十五年（1546年）迁扬州府同知。嘉靖二十七年（1547年）迁南京礼部祠祭司郎中。嘉靖三十年（1550年）迁广西按察司佥事，以同官致仕。隆庆四年（1570年）庚午六月十五日卒。
隆庆六年（1572年）壬申，飨祭莆田太平院世惠祠。乡志曰：“佥事檗，嗜古博学，留心经济，处家族皆有恩义。”其宦辙所至俱以治行称。

## 家族
曾祖章經，以子章镒貴封兵科給事中；祖父章錡；父章瀚，曾任典史。嫡母徐氏；生母朱氏。永感下。
子章罃，隆庆二年（1568年）以恩贡入太学。万历十一年（1583年）知江西定南县。